# 島定治郎
島 定治郎（しま ていじろう、1877年（明治10年）3月5日 - 1935年（昭和10年）4月19日）は、日本の政治家（貴族院議員）、商人（貿易商）、資産家、大阪府多額納税者、実業家。族籍は大阪府平民。大阪株式取引所理事長島徳蔵の弟。

## 経歴
大阪府平民・島徳治郎の二男。島徳蔵の弟。慶應義塾に学んだ（1906年に特選）。福島紡績に勤務。1902年、分家して一家を創立した。1904年、大阪市東区淡路町にて島商店を創業した。貿易商を営む。
日米板硝子、日本硝子工業、島貿易、城北土地各社長、日新自動車代表取締役、日本板硝子、島商店、城北土地、大阪北港、大日本除虫粉各取締役、大阪アルカリ、満蒙毛織各監査役等をつとめた。
1918年、貴族院多額納税者議員に当選し、同年9月29日に就任して同成会に所属、一期在任し1925年9月28日に退任した。

## 人物
大阪府多額納税者であり諸会社の重役であった。住所は大阪市東区高麗橋、三島郡山田村、同郡茨木町。

## 家族・親族
島家
- 妻・きぬ（1883年 - ?、大阪、北脇伊兵衛の長女[7]、1935年、島貿易取締役に就任[10]）
- 長女・さき（1903年 - ?、高知、吉村寅太郎の養子茂の妻）[7]

親戚
- 木越安綱（男爵）
- 実吉雅郎（日本揮発油創業者）